# Marvel’s Runaways
Marvel’s Runaways ist eine US-amerikanische Fernsehserie, die auf den Figuren des gleichnamigen Comics von Marvel aufbaut. Sie spielt im Marvel Cinematic Universe (MCU). Vom 21. November 2017 bis zum 9. Januar 2018 lief die Erstausstrahlung auf Hulu. Am selben Tag verlängerte Hulu die Serie um eine zweite Staffel mit 13 Folgen, die alle am 21. Dezember 2018 gleichzeitig auf der Videoplattform veröffentlicht werden sollen. Vom 9. Mai 2018 bis zum 11. Juli war die erste Staffel der Serie in Deutschland bei Syfy zu sehen. Die zweite Staffel zeigt Syfy seit dem 1. Mai 2019. Eine dritte Staffel wurde im Dezember 2019 veröffentlicht, die als Serienfinale fungierte. Der US-amerikanische Aggregator Rotten Tomatoes erfasste 84 % wohlwollende Kritiken.

## Handlung
Die sechs Teenager Alex, Nico, Karolina, Gert, Chase und Molly waren früher gut befreundet. Zwei Jahre nach dem Tod von Nicos Schwester lädt Alex seine ehemaligen Freunde nochmal ein. Dabei bemerken die sechs zufällig, dass ihre Eltern für „The Pride“ tätig sind und dafür Menschen opfern. Die Freunde versuchen, ihre Eltern zu überführen.
Gleichzeitig merken Nico, Karolina, Gert und Molly, dass sie besondere Fähigkeiten haben: Nico kann einen Zauberstab bedienen, Karolina „leuchtet“, Gert kann mit einem Dinosaurier reden und Molly ist übermenschlich stark.
In der letzten Folge der ersten Staffel laufen die sechs von zuhause weg.

## Besetzung und Synchronisation
Die deutsche Synchronisation entstand unter der Dialogregie von Nathan Bechhofer durch die Synchronfirma SDI Media Germany GmbH. In Folge 30 und 31 haben Olivia Holt und Aubrey Joseph Gastauftritte in ihren Titelrollen aus Cloak & Dagger.

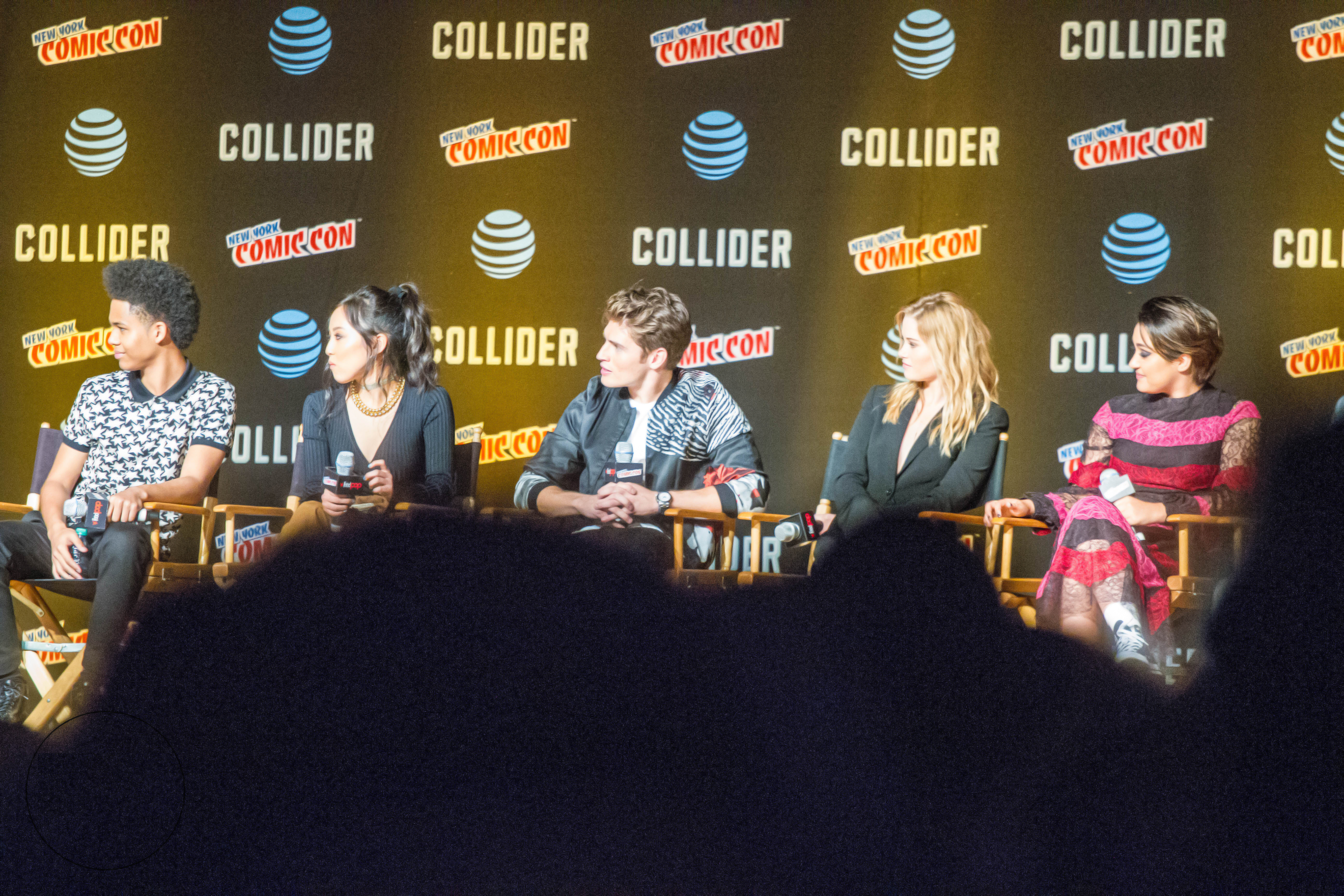
Cast bei der New York Comic Con, 2017

| Figur                  | Darsteller         | Deutscher Sprecher |
| ---------------------- | ------------------ | ------------------ |
| Alex Wilder            | Rhenzy Feliz       | Maximilian Belle   |
| Nico Minoru            | Lyrica Okano       | Lea Kalbhenn       |
| Karolina Dean          | Virginia Gardner   | Farina Brock       |
| Gertrude „Gert“ Yorkes | Ariela Barer       | Maresa Sedlmeir    |
| Chase Stein            | Gregg Sulkin       | Tim Schwarzmaier   |
| Molly Hayes Hernandez  | Allegra Acosta     | Paulina Rümmelein  |
| Catherine „Cat“ Wilder | Angel Parker       | Carin C. Tietze    |
| Geoffrey „G“ Wilder    | Ryan Sands         | Matthias Klie      |
| Leslie Ellerh Dean     | Annie Wersching    | Madeleine Stolze   |
| Frank Dean             | Kip Pardue         | Johannes Raspe     |
| Janet Stein            | Ever Carradine     | Natascha Geisler   |
| Victor Stein           | James Marsters     | Manou Lubowski     |
| Stacey Yorkes          | Brigid Brannagh    | Kathrin Gaube      |
| Dale Sheldon Yorkes    | Kevin Weisman      | Martin Halm        |
| Tina Minoru            | Brittany Ishibashi | Anke Kortemeier    |
| Robert Minoru          | James Yaegashi     | Manfred Trilling   |
| Jonah (St. 1–2)        | Julian McMahon     | Philipp Moog       |